# Фотографические реактивы

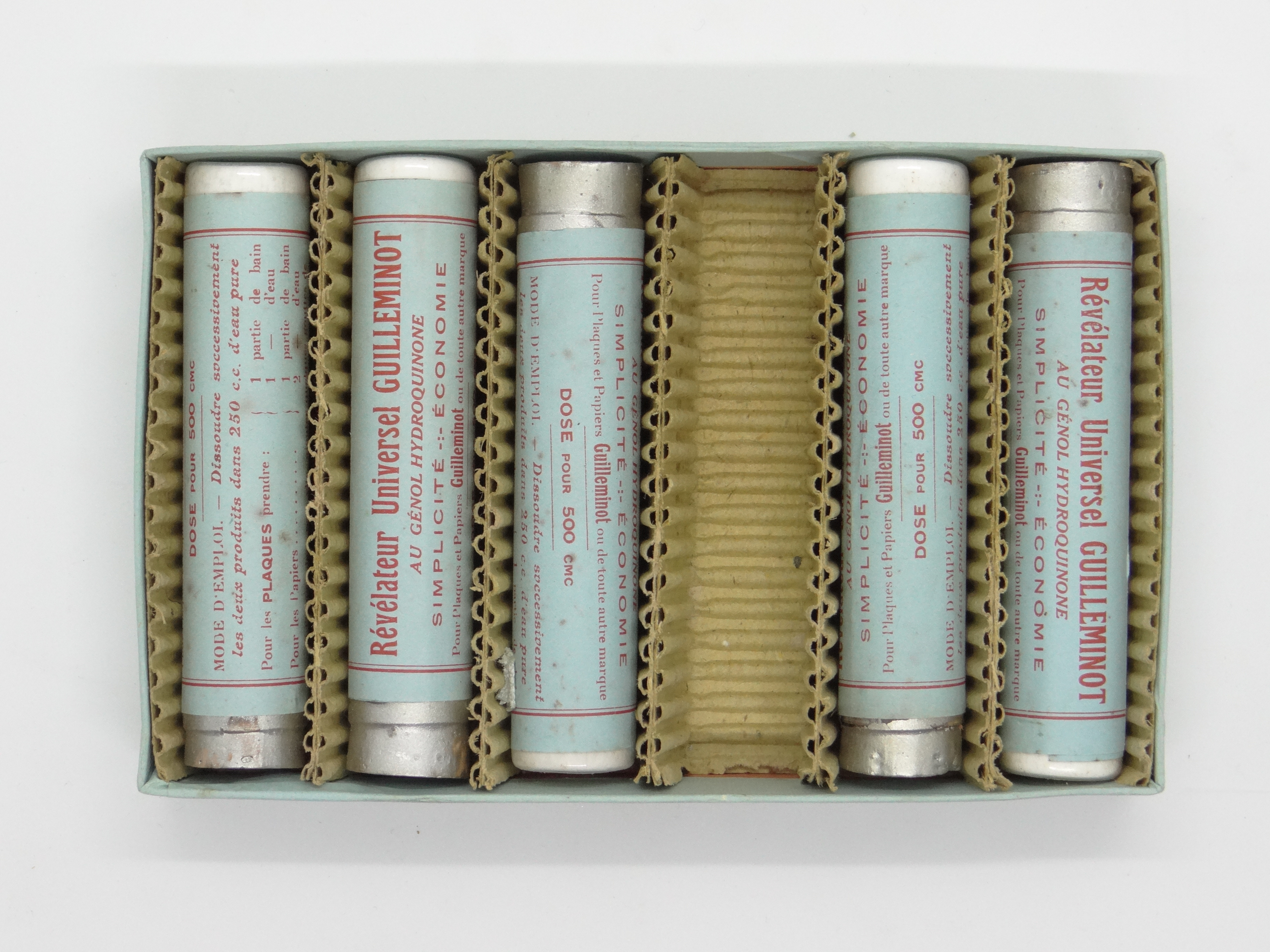

Фотографи́ческие реакти́вы (фотореактивы, фотографические химикаты, фотохимикаты) — разновидность фотографических материалов, химические реактивы, используемые для создания или улучшения фотографического изображения.

## Назначение
Фотографические реактивы — одна из разновидностей фотографических материалов, наряду со светочувствительными и вспомогательными материалами. Основным предназначением фотореактивов является обработка светочувствительных материалов с целью получить видимое изображение из скрытого или улучшить качество получаемого изображения. Также к фотореактивам иногда относят реактивы, которые предназначены для изготовления светочувствительных материалов.
Обработка светочувствительных материалов происходит путем воздействия на материал различных растворов при определенных температурных, временных и механических режимах. При данных воздействиях в желатиновом слое материала происходит химическое взаимодействие между фотореактивами, из которых приготовлен обрабатывающий раствор и компонентами фотографической эмульсии. В технологию обработки до стадии осуществления описанного воздействия входит приготовление обрабатывающих растворов из воды (или другого растворителя) и фотографических реактивов.

## Виды фотографических реактивов
Фотореактивы можно разделить на следующие категории:
- Компоненты проявителей;
  - Проявляющие вещества;
  - Сохраняющие вещества;
  - Ускоряющие вещества;
  - Противовуалирующие вещества;
  - Дополнительные компоненты проявителей;
- Компоненты других растворов;

При этом некоторые вещества могут попадать одновременно в разные категории, например, сульфит натрия, как компонент проявителя, является ускоряющим, сохраняющим, снижающим зернистость веществом; он же может входить в состав фиксажа, где также играет роль сохраняющего вещества.